# Hòa ước Westfalen
Hòa ước Westfalen (tiếng Đức: Westfälischer Friede, phát âm [vɛstˈfɛːlɪʃɐ ˈfʁiːdə] ⓘ) là tên gọi chung của 2 hiệp ước hòa bình được ký kết vào tháng 10 năm 1648 tại các thành phố Osnabrück và Münster của Westfalen. Hòa ước đã giúp kết thúc Chiến tranh Ba mươi năm (1618–1648) và mang lại hòa bình cho Đế chế La Mã Thần thánh, khép lại một thời kỳ tai họa trong lịch sử châu Âu khiến khoảng 8 triệu người thiệt mạng. Hoàng đế La Mã Thần thánh Ferdinand III, các quân chủ của Vương quốc Pháp và Thụy Điển, cùng các đồng minh tương ứng của họ trong số các Thân vương của Đế chế La Mã Thần thánh, đã tham gia vào các hiệp ước.
Quá trình đàm phán kéo dài và phức tạp. Các cuộc đàm phán diễn ra ở 2 thành phố vì mỗi bên đều muốn gặp nhau trên lãnh thổ do mình kiểm soát. Tổng cộng có 109 phái đoàn đại diện cho các nước tham chiến nhưng không phải tất cả các phái đoàn đều có mặt cùng lúc. Hai hiệp ước đã được ký kết để chấm dứt chiến tranh trong lãnh thổ Đế quốc La Mã Thần thánh: Hiệp ước Münster và Hiệp ước Osnabrück. Những hiệp ước này đã chấm dứt Chiến tranh Ba mươi năm ở Đế chế La Mã Thần thánh, với Nhà Habsburg (những người cai trị Đại công quốc Áo và Tây Ban Nha) và các đồng minh Công giáo của họ ở một bên, chiến đấu với các thế lực Tin lành (Thụy Điển và một số công quốc của La Mã Thần thánh) liên minh với Pháp (mặc dù Công giáo, chống Habsburg mạnh mẽ dưới thời vua Louis XIV).
Một số học giả về quan hệ quốc tế đã xác định Hòa ước Westfalen là nguồn gốc của các nguyên tắc quan trọng đối với quan hệ quốc tế hiện đại, được gọi chung là chủ quyền theo Hòa ước Westfalen. Tuy nhiên, một số nhà sử học đã phản đối điều này, cho rằng những quan điểm như vậy đã xuất hiện trong thế kỷ XIX và XX liên quan đến những lo ngại về chủ quyền trong thời gian đó.

## Bối cảnh
Châu Âu đã bị tàn phá bởi cả Chiến tranh Ba mươi năm và Chiến tranh Tám mươi năm, gây thiệt hại nặng nề về tiền bạc và nhân mạng. Chiến tranh Tám mươi năm là một cuộc đấu tranh kéo dài để giành độc lập của Cộng hòa Hà Lan với đa số người theo đạo Tin Lành (Hà Lan hiện đại), được sự ủng hộ của Vương quốc Anh với đa số theo Anh giáo, chống lại Tây Ban Nha và Bồ Đào Nha theo Công giáo. Chiến tranh Ba mươi năm là cuộc chiến tranh tôn giáo châu Âu nguy hiểm nhất, tập trung vào Đế chế La Mã Thần thánh. Cuộc chiến phát triển thành 4 giai đoạn, bao gồm một số lượng lớn các nhà cai trị trong và ngoài đế chế, đứng về phía Liên đoàn Công giáo hoặc Liên minh Tin Lành (sau này là Liên đoàn Heilbronn). Hòa ước Praha (1635) đã chấm dứt hầu hết các khía cạnh tôn giáo của cuộc chiến, và sự cạnh tranh giữa Pháp và Habsburg trở nên nổi bật. Với khoảng 4,5 triệu đến 8 triệu người chết chỉ trong Chiến tranh Ba mươi năm và nhiều thập kỷ chiến tranh liên miên, nhu cầu hòa bình ngày càng trở nên rõ ràng.

## Địa điểm

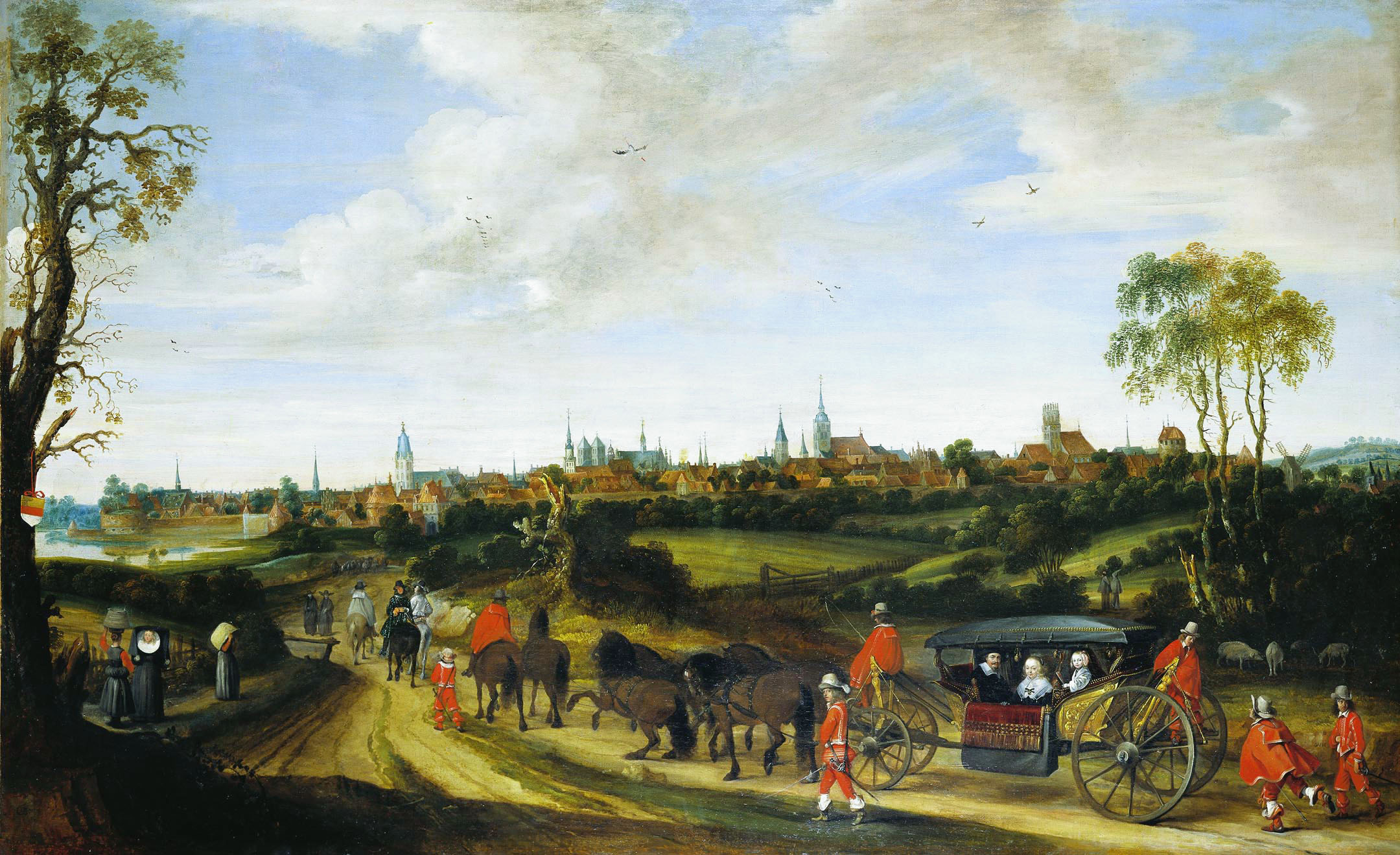
Đặc phái viên Hà Lan Adriaan Pauw đến Münster vào khoảng năm 1646 để đàm phán hòa ước.

Các cuộc đàm phán hòa bình giữa Quốc vương Pháp và Hoàng đế Habsburg bắt đầu ở Köln vào năm 1636. Các cuộc đàm phán này ban đầu bị chặn lại bởi Hồng y Richelieu của Pháp, người khăng khăng muốn có sự tham gia của tất cả các đồng minh của mình, cho dù là các quốc gia có chủ quyền hoàn toàn hay các nhà nước trong Đế chế La Mã Thần thánh. Tại thành phố Hamburg, các quốc gia Thụy Điển, Pháp và Đế chế La Mã Thần thánh đã đàm phán một hòa ước sơ bộ vào tháng 12 năm 1641. Họ tuyên bố rằng sự chuẩn bị ở Köln và Hiệp ước Hamburg là những bước sơ bộ của một thỏa thuận hòa bình tổng thể.
Các cuộc đàm phán hòa bình chính diễn ra ở Westfalen, ở các thành phố lân cận Münster và Osnabrück. Cả hai thành phố đều được duy trì là khu vực trung lập và phi quân sự cho các cuộc đàm phán.
Tại Münster, các cuộc đàm phán đã diễn ra giữa Đế chế La Mã Thần thánh và Pháp, cũng như giữa Cộng hòa Hà Lan và Tây Ban Nha vào ngày 30 tháng 1 năm 1648, đã ký một hiệp ước hòa bình chấm dứt Chiến tranh Tám mươi năm mà không phải là một phần của Hòa ước Westfalen. Münster, kể từ khi tái công giáo vào năm 1535, đã là một cộng đồng đơn giáo phái nghiêm ngặt. Nó là nơi đặt Giáo hội của Giáo phận vương quyền Münster. Chỉ cho phép thờ phượng theo Công giáo La Mã, trong khi Thần học Calvin và Giáo hội Luther bị cấm.
Thụy Điển muốn đàm phán với Đế chế La Mã Thần thánh ở Osnabrück, nơi do lực lượng Tin Lành kiểm soát. Osnabrück là một thành phố có hai giáo phái Luther và Công giáo, với 2 nhà thờ Luther và hai nhà thờ Công giáo. Hội đồng thành phố hoàn toàn là người theo đạo Luther, và hầu hết những người theo đạo Luther đều như vậy, nhưng thành phố cũng là trụ sở của Giáo hội Công giáo của Giáo phận vương quyền Osnabrück và có nhiều cư dân Công giáo khác. Osnabrück đã bị quân đội của Liên đoàn Công giáo khuất phục từ năm 1628 đến năm 1633 và sau đó bị Luther Thụy Điển chiếm giữ.

## Phái đoàn

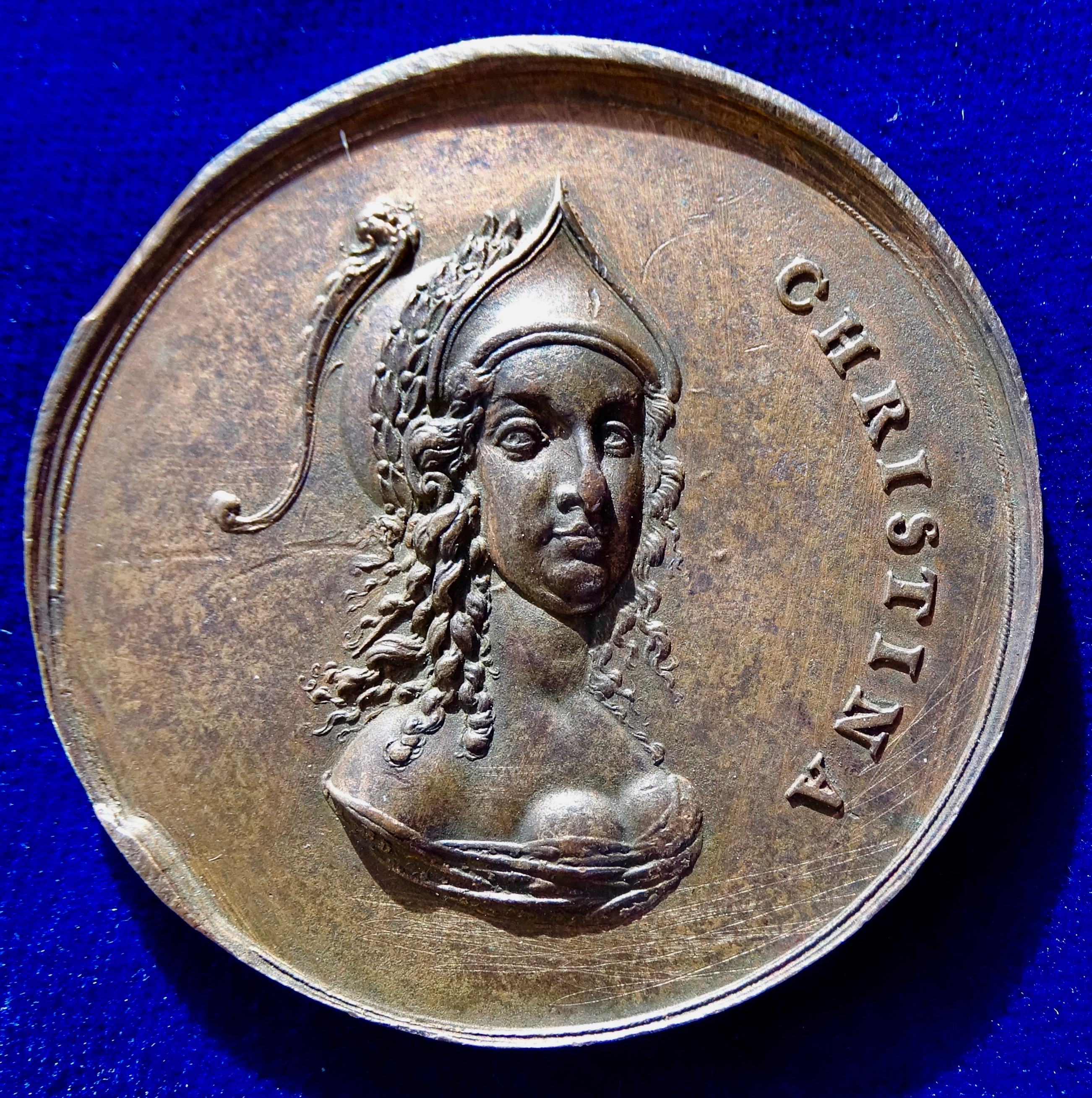
Sebastian Dadler medal không ghi ngày tháng (1648), Kristina của Thụy Điển, chân dung với chiếc mũ chiến binh gắn lông vũ bên phải.

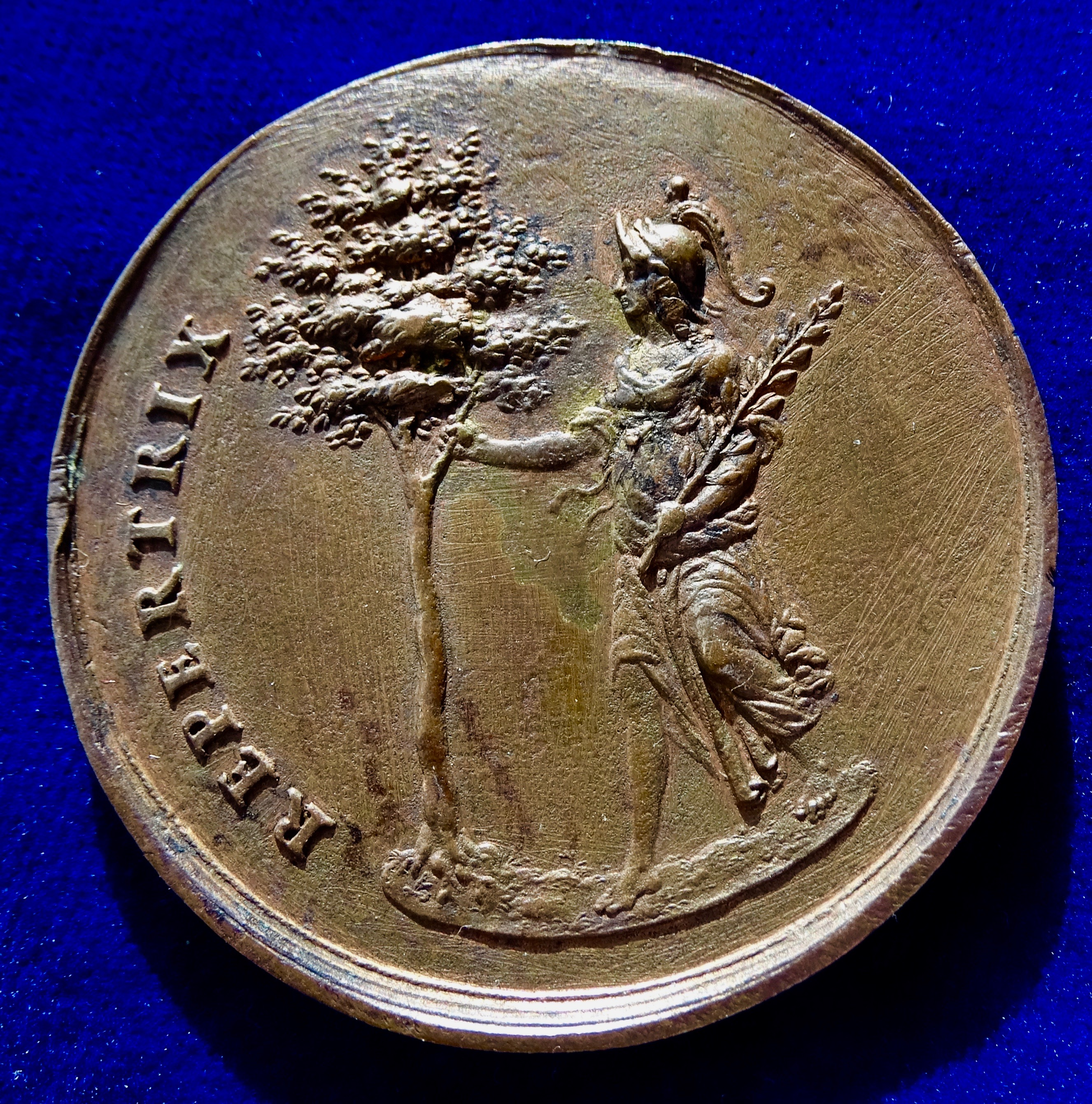
Mặt sau của huy chương này: Christina của Thụy Điển trong vai Minerva cầm cành ô liu trong tay trái và nắm lấy cây kiến thức bằng tay phải.

Các cuộc đàm phán hòa bình không có sự khởi đầu hay kết thúc chính xác, bởi vì 109 phái đoàn chưa bao giờ gặp nhau trong một phiên họp toàn thể. Thay vào đó, nhiều phái đoàn khác nhau hội đàm riêng rẽ từ năm 1643 đến năm 1646 và rời đi từ năm 1647 đến năm 1649. Số lượng các nhà ngoại giao lớn nhất có mặt từ tháng 1 năm 1646 đến tháng 7 năm 1647.
Các phái đoàn được cử đi bởi 16 quốc gia châu Âu, 66 Địa vị Hoàng gia đại diện cho lợi ích của 140 nhà nước trong Đế chế La Mã Thần thánh và 27 nhóm lợi ích đại diện cho 38 nhóm.
- Phái đoàn Pháp do Henri II d'Orléans, Công tước xứ Longueville dẫn đầu và còn có các nhà ngoại giao Claude d'Avaux và Abel Servien.
- Phái đoàn Thụy Điển do Bá tước Johan Oxenstierna dẫn đầu và được hỗ trợ bởi Nam tước Johan Adler Salvius.
- Phái đoàn Hoàng gia do Bá tước Maximilian von Trautmansdorff dẫn đầu. Các trợ lý của ông là:
  - Ở Münster, Johann Ludwig von Nassau-Hadamar và Isaak Volmar.
  - Ở Osnabrück, Johann Maximilian von Lamberg và Reichshofrat Johann Krane.
- Felipe IV của Tây Ban Nha được đại diện bởi 2 phái đoàn:
  - Phái đoàn Tây Ban Nha do Bá tước Gaspar de Bracamonte y Guzmán dẫn đầu, và được hỗ trợ bởi các nhà ngoại giao và nhà văn Diego de Saavedra Fajardo, và Bernardino de Rebolledo.
  - Franche-Comté và Hà Lan thuộc Tây Ban Nha được đại diện bởi Joseph de Bergaigne (người đã chết trước khi hòa ước được ký kết) và Antoine Brun.
- Sứ thần của Giáo hoàng tại Köln là Hồng y Fabio Chigi, và đặc phái viên của Cộng hòa Venezia, Alvise Contarini, đóng vai trò hòa giải.
- Nhiều nhà nước khác nhau của Đế chế La Mã Thần thánh cũng cử phái đoàn đến.
- Brandenburg cử một số đại diện, trong đó có Volmar.
- Cộng hòa Hà Lan cử phái đoàn gồm 6 người, trong đó có 2 đại biểu từ tỉnh Hà Lan, gồm Adriaan Pauw, và Willem Ripperda từ tỉnh Overijssel;[14] 2 tỉnh vắng mặt.
- Liên minh Thụy Sĩ được đại diện bởi Johann Rudolf Wettstein.

## Các hiệp ước
Hai hiệp ước riêng biệt cấu thành nên giải pháp hòa ước:
- Hiệp ước Münster (Instrumentum Pacis Monasteriensis, IPM),[15][16] giữa Hoàng đế La Mã Thần thánh và Vua Pháp, cùng với các đồng minh tương ứng của họ.
- Hiệp ước Osnabrück (Instrumentum Pacis Osnabrugensis, IPO),[17][18] giữa Hoàng đế La Mã Thần thánh và Nữ vương Thụy Điển, cùng với các đồng minh tương ứng của họ.

## Kết quả

### Ranh giới chính trị nội bộ
Quyền lực do Hoàng đế Thánh chế La Mã Ferdinand III khẳng định đã bị tước bỏ khỏi ông ta và trả lại cho các Địa vị Hoàng gia trong Đế quốc La Mã Thần thánh. Những người cai trị các nhà nước trong Đế quốc một lần nữa có thể lựa chọn tôn giáo chính thức của mình. Người Công giáo và người Luther được xác định lại là bình đẳng trước pháp luật, và Chủ nghĩa Calvin được pháp luật công nhận là tôn giáo chính thức. Nền độc lập của Cộng hòa Hà Lan, nơi thực hiện sự khoan dung tôn giáo, cũng cung cấp nơi trú ẩn an toàn cho người Do Thái ở châu Âu.
Lãnh địa Giáo hoàng rất không hài lòng với thỏa thuận dàn xếp, với việc Giáo hoàng Innocent X gọi nó là "vô hiệu, vô giá trị, không hợp lệ, gian ác, bất công, đáng nguyền rủa, đáng chê trách, vô ích, vô nghĩa và vô hiệu lực vĩnh viễn" trong Tông sắc Zelo Domus Dei.

### Nguyên lý
Các nguyên lý chính của Hòa ước Westfalen là:
- Tất cả các bên sẽ công nhận Hòa ước Augsburg năm 1555, trong đó mỗi Thân vương trong đế chế có quyền quyết định tôn giáo của nhà nước mình (nguyên tắc Cuius regio, eius religio). Tuy nhiên, cải cách ius reformandi bị loại bỏ: Thần dân không còn bị buộc phải tuân theo sự cải đạo của người cai trị của họ. Những người cai trị được phép lựa chọn giữa Công giáo, Giáo hội Luther và Chủ nghĩa Calvin.[19][24]
- Ngày 1 tháng 1 năm 1624 được xác định là ngày quy định để xác định tôn giáo thống trị của một quốc gia. Tất cả tài sản của giáo hội phải được khôi phục lại tình trạng của năm 1624. Những người theo đạo Cơ đốc sống ở các công quốc nơi giáo phái của họ không phải là quốc giáo được đảm bảo quyền thực hành đức tin của họ ở nơi riêng tư cũng như ở nơi công cộng trong thời gian quy định.[24]
- Vương quốc Pháp và Thụy Điển được công nhận là những người bảo đảm hiến pháp đế quốc với quyền can thiệp.[25]

## Điều chỉnh lãnh thổ

Đế quốc La Mã thần thánh năm 1648

- Vương quốc Pháp giữ lại các tòa giáo phận vương quyền Metz, Toul và Verdun gần Công quốc Lorraine, nhận các thành phố Décapole ở Alsace (ngoại trừ Strasbourg, Giáo phận vương quyền Strasbourg và Mulhouse) và thành phố Pinerolo gần Công quốc Milan của Tây Ban Nha.
- Thụy Điển nhận được số tiền bồi thường là 5 triệu thaler, số tiền này được sử dụng chủ yếu để trả cho quân đội của mình.[26] Thụy Điển tiếp tục nhận được Tây Pomerania (từ đó trở đi là Pomerania thuộc Thụy Điển), Wismar, và Tổng giáo phận vương quyền Bremen và Verden là thái ấp cha truyền con nối, do đó giành được một ghế và quyền bỏ phiếu trong Đại hội Đế chế của Đế chế La Mã Thần thánh cũng như ở Vùng đế chế Thượng Sachsen, Vùng đế chế Hạ Sachsen và Westfalen (Kreistage).[27] Tuy nhiên, cách diễn đạt của các hiệp ước rất mơ hồ:
  - Để thoát khỏi sự sáp nhập vào Bremen-Verden của Thụy Điển, thành phố Bremen đã tuyên bố quyền đế chế trực tiếp. Hoàng đế đã chấp thuận yêu cầu này và tách thành phố ra khỏi Tổng giáo phận Bremen xung quanh. Thụy Điển phát động cuộc Chiến tranh Thụy Điển-Bremen vào năm 1653/54 trong một nỗ lực thất bại nhằm chiếm thành phố.[28]
  - Hiệp ước không quyết định biên giới Thụy Điển-Bá quốc Brandenburg ở Công quốc Pomerania. Tại Osnabrück, cả Thụy Điển và Brandenburg đều tuyên bố chủ quyền toàn bộ công quốc vốn nằm dưới sự kiểm soát của Thụy Điển từ năm 1630, bất chấp các tuyên bố pháp lý về quyền kế vị Brandenburg. Trong khi các bên giải quyết vấn đề biên giới vào năm 1653, xung đột cơ bản vẫn tiếp tục.[29]
  - Hiệp ước ra phán quyết rằng các Công tước Mecklenburg, nhờ việc tái đầu tư của họ cho người Thụy Điển, đã nhượng lại Wismar và phí cầu đường cảng Mecklenburg. Trong khi Thụy Điển hiểu điều này bao gồm phí cầu đường của tất cả các cảng Mecklenburgian, các công tước Mecklenburg cũng như hoàng đế hiểu điều này chỉ đề cập đến Wismar.[29]
  - Wildeshausen, một vùng đất nhỏ thuộc Bremen-Verden và là cơ sở mong manh để Thụy Điển có được vị trí trong Vùng đế chế Westfalen, cũng đã được Giáo phận vương quyền Münster tuyên bố chủ quyền.[29]
- Tuyển hầu xứ Bayern giữ lại phiếu bầu của Tuyển hầu xứ Pfalz trong Đại cử tri đoàn của Đế chế La Mã Thần thánh, được ban hành bởi lệnh cấm của hoàng gia đối với Tuyển hầu tước Friedrich V vào năm 1623. Karl I Ludwig, Tuyển hầu xứ Pfalz, con trai của Friedrich V xứ Pfalz, được trao phiếu đại cử tri mới lần thứ tám.
- Tuyển hầu xứ Pfalz được phân chia giữa Tuyển hầu tước Karl I Ludwig (con trai và người thừa kế của Friedrich V) được tái lập và Tuyển hầu tước-Công tước Maximilian xứ Bayern, và do đó giữa những người theo đạo Tin Lành và Công giáo. Karl I Ludwig chiếm được vùng Hạ Pfalz, dọc theo sông Rhine, trong khi Maximilian giữ vùng Thượng Pfalz, ở phía Bắc Bayern.
- Brandenburg-Phổ đã nhận được Hậu Pomerania, và Tổng giáo phận Magdeburg, Halberstadt, Kammin và Minden.
- Giáo phận vương quyền Osnabrück sẽ luân phiên giữa các giám mục Công giáo và Luther, với các giám mục Tin Lành được chọn từ các thành viên của Nhà Brunswick-Lüneburg.
- Liên bang Thụy Sĩ đã giành được độc lập về mặt pháp lý khỏi Đế chế La Mã Thần thánh, mặc dù trên thực tế nó đã độc lập kể từ Hiệp ước Basel (1499).
- Các rào cản thương mại được dựng lên trong chiến tranh đã bị bãi bỏ, và "một mức độ" tự do hàng hải được đảm bảo trên sông Rhine.[30]

## Di sản

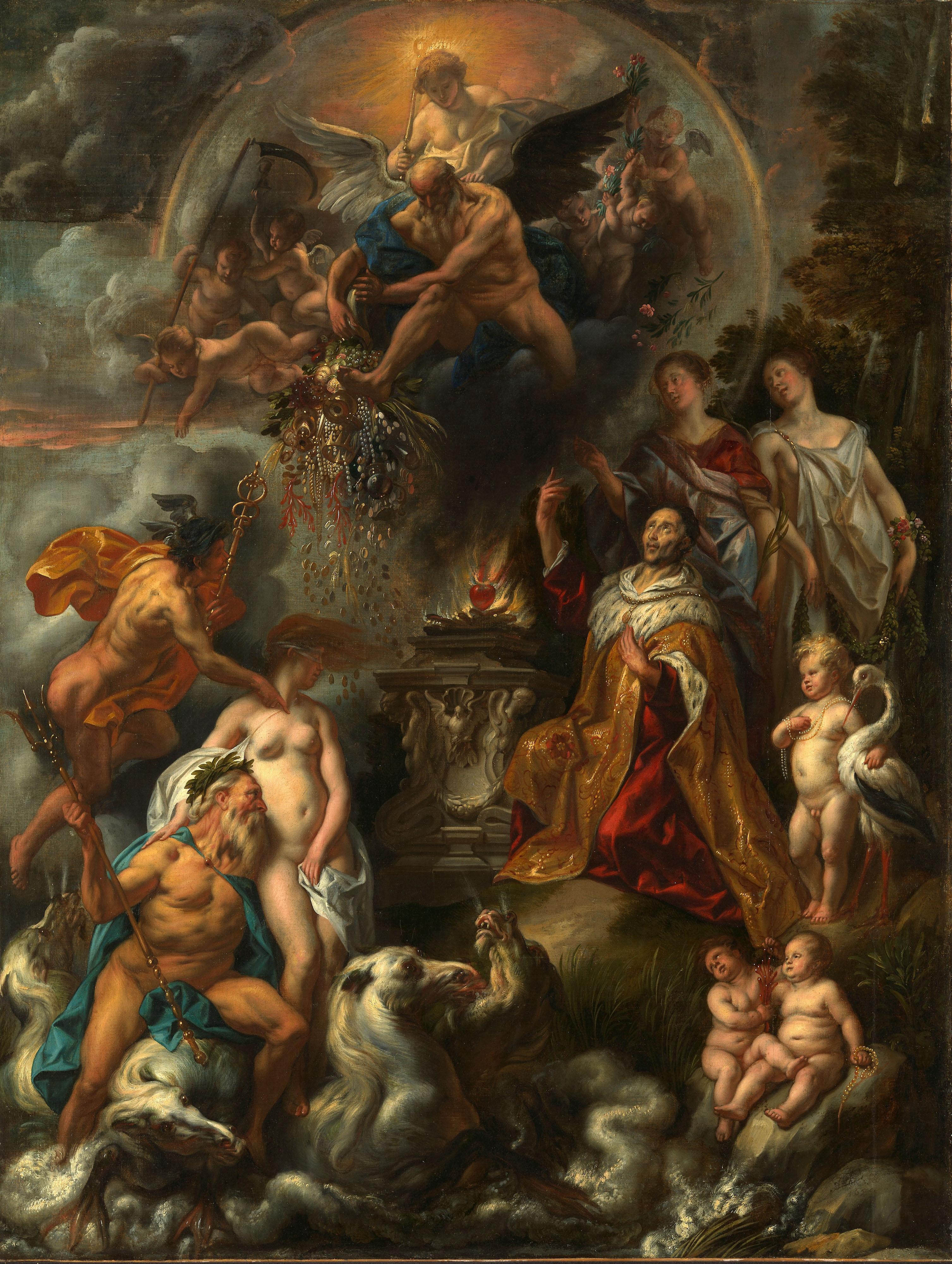
Ngụ ngôn về Hòa ước Westfalen, của Jacob Jordaens

Các hiệp ước không hoàn toàn chấm dứt xung đột phát sinh từ Chiến tranh Ba mươi năm. Giao tranh tiếp tục diễn ra giữa Pháp và Tây Ban Nha cho đến khi Hiệp ước Pyrenees được ký kết vào năm 1659. Chiến tranh Hà Lan-Bồ Đào Nha bắt đầu trong thời kỳ Liên minh Iberia giữa Tây Ban Nha và Bồ Đào Nha, như một phần của Chiến tranh Tám mươi năm, kéo dài cho đến năm 1663. Tuy nhiên, Hòa ước Westfalen đã giải quyết được nhiều vấn đề nổi bật của châu Âu vào thời điểm đó.

### Hệ thống Westfalen
Một số học giả về quan hệ quốc tế đã xác định Hòa ước Westfalen là nguồn gốc của các nguyên tắc quan trọng đối với quan hệ quốc tế hiện đại, bao gồm quyền bất khả xâm phạm về biên giới và không can thiệp vào công việc nội bộ của các quốc gia có chủ quyền. Hệ thống này được biết đến trong tài liệu với cái tên chủ quyền theo Hòa ước Westfalen. Hầu hết các nhà sử học hiện đại đã thách thức sự liên kết của hệ thống này với Hòa ước Westfalen, gọi nó là 'huyền thoại theo Hòa ước Westfalen'. Họ đã thách thức quan điểm cho rằng hệ thống các quốc gia châu Âu hiện đại bắt nguồn từ các hiệp ước Westfalen. Các hiệp ước không chứa bất cứ điều gì trong văn bản của họ về tự do tôn giáo, chủ quyền hoặc cân bằng quyền lực có thể được hiểu là nguyên tắc luật pháp quốc tế. Các thỏa thuận hiến pháp của Đế chế La Mã Thần thánh là bối cảnh duy nhất trong đó chủ quyền và bình đẳng tôn giáo được đề cập trong văn bản, nhưng chúng không phải là những ý tưởng mới trong bối cảnh này. Mặc dù các hiệp ước không chứa đựng cơ sở cho luật pháp hiện đại của các quốc gia, nhưng chúng tượng trưng cho sự kết thúc của một thời gian dài xung đột tôn giáo ở châu Âu.